# Mercurio Antonio López Pacheco
Mercurio Antonio López Pacheco y Portugal (por nacimiento, Mercurio Antonio López Pacheco y Portugal Acuña Manrique Silva Girón y Portocarrero) nació en Escalona el 9 de mayo de 1679 y falleció en Madrid el 7 de junio de 1738. Fue grande de España, IX duque de Escalona, XII marqués de Aguilar de Campoo, IX marqués de Villena, VII marqués de la Eliseda, IX conde de Xiquena, XVI conde de Castañeda y XIII conde de San Esteban de Gormaz.

## Biografía
Hijo de Juan Manuel Fernández Pacheco, grande de España, VIII duque de Escalona, VIII marqués de Villena, X marqués de Moya, virrey y capitán general de los reinos de Navarra, Aragón, Cataluña, Sicilia y Nápoles, y de María Josefa de Benavides Silva y Manrique de Lara. Sus hermanos fueron Vicente, marqués de Bedmar, y Marciano Fernández Pacheco, XII marqués de Moya.
Fue uno de los académicos fundadores de la Real Academia Española, ocupando el sillón Q y siendo, tras la muerte de su padre, Juan Manuel Fernández Pacheco, VIII duque de Escalona, su segundo director (1726-1738). Fue capitán general de los Reales Ejércitos, mayordomo mayor del rey Felipe V de España, virrey de Aragón, y embajador extraordinario en la corte de París y de Turín. Padre e hijo fueron caballeros de la Orden del Toisón de Oro y grandes de España.
En 1695, se casó en Toledo con Petronila Antonia de Silva Mendoza y Álvarez de Toledo, dama de la reina madre Mariana de Austria, y, fallecida su primera esposa, contrajo segundo matrimonio, en Madrid (San Martín) el 22 de marzo de 1699 con Catalina Osorio de Moscoso y Benavides, hija de los condes de Altamira, de la que tuvo tres hijos: Josefa (1703), Andrés Luis López-Pacheco y Osorio (1710-1746), que le sucedió en todos sus principales títulos y posesiones y en la dirección de la Real Academia Española (1738-1746), y Juan Pablo López Pacheco (1716-1751), señor de Garganta de Olla, que lo hizo primero en el mismo sillón Q de la Real Academia Española (1739-1751), y luego, a la muerte de su hermano, también en la dirección de la Real Academia Española (1746-1751), con lo que las primeras cuatro décadas de la RAE estuvieron dirigidas por personas de la misma casa nobiliaria de Villena-Escalona.